# Erpo (Worms)
Erpo, auch Erpho († 3. Oktober 999 in Rom, Italien) war 999, für kurze Zeit, ernannter Bischof von Worms.

## Leben
Erpo entstammte einer vornehmen Familie aus dem sächsischen Raum und war in Halberstadt bepfründet, weshalb er öfter auch Erpo von Halberstadt genannt wird. Er gehörte der  kaiserlichen Hofkapelle an, versah das Amt eines Hofkaplans, war mit Kaiser Otto III. befreundet und begleitete ihn auf seinem zweiten Italienzug.
998 setzte ihn der Kaiser zur Aufsichtsperson und zum Reorganisator des verweltlichten Klosters Farfa, in den nördlich von Rom gelegenen Sabiner Bergen ein. Nach dem Tod des Wormser Bischofs Franko († 4. September 999 in Rom) bestimmte ihn Otto III. am 1. Oktober 999 zu dessen Nachfolger. Er starb jedoch bereits zwei Tage später in Rom und wurde in Farfa beigesetzt. Der Wormser Chronist Friedrich Zorn (1538–1610) überlieferte die Grabinschrift.  
Bei der Rückreise aus Italien nach Norden besuchte Kaiser Otto III. im Dezember 999 das Grab seines Freundes Erpo im Kloster Farfa.

In der um 1030 von einem ungenannten Chronisten verfassten Vita des Bischofs Burchard von Worms heißt es über Erpo:

„Nach dem Tode des Bischofs Franko waren alsbald allerlei Bittsteller da, die den Kaiser wegen des Bischofsstuhles anredeten. Von ihnen wurde ein gewisser Erpho mit der bischöflichen Würde ausgezeichnet. Aber er sah danach nicht den vierten Tag. Er starb nämlich schon am dritten.“